# Дуглас Макгрегор
Дуглас Ебботт Макгрегор (англ. Douglas Abbott Macgregor; нар. 4 січня 1953) — полковник армії США у відставці та державний службовець, автор, консультант і телекоментатор. Він керував танковою битвою у війні в Перській затоці, та був головним планувальником бомбардування Югославії силами НАТО в 1999 році. Його книга 1997 року «Зламати фалангу» (англ. «Breaking the Phalanx») виступала за радикальні реформи всередині армії США. Його думки сприяли стратегії США під час вторгнення в Ірак у 2003 році.
Макгрегор регулярно співпрацуює з Fox News. Також він виступав на російському державному каналі RT. Його коментарі були відзначені тим, що вони зневажали Україну, іммігрантів та біженців.